# Mar de Ross
El mar de Ross es una bahía profunda del océano Glacial Antártico en la Antártida, entre la Tierra de Victoria y la Tierra de Marie Byrd, al sur de Nueva Zelanda. Fue descubierto por James Clark Ross en 1841. Se extiende entre el cabo Adare (170° 14' E, límite con el mar de Somov) y el cabo Colbeck (158° 1' O).
La circulación del mar de Ross está dominada por un giro oceánico impulsado por el viento y el flujo está fuertemente influenciado por tres dorsales submarinas que van de suroeste a noreste. La corriente de aguas profundas circumpolares es una masa de agua relativamente cálida, salada y rica en nutrientes que fluye hacia la plataforma continental en determinados lugares. El mar de Ross está cubierto de hielo la mayor parte del año.
El agua cargada de nutrientes favorece la abundancia de plancton y esto fomenta una rica fauna marina. Aquí se encuentran al menos diez especies de mamíferos, seis de aves y 95 de peces, así como muchos invertebrados, y el mar permanece relativamente poco afectado por las actividades humanas. Nueva Zelanda afirma que el mar está bajo su jurisdicción como parte de la Dependencia Ross. Los biólogos marinos consideran que el mar posee una gran diversidad biológica y es objeto de numerosas investigaciones científicas. También es el centro de atención de algunos grupos ecologistas que han hecho campaña para que la zona sea proclamada reserva marina mundial. En 2016 un acuerdo internacional estableció la región como parque marino.

## Geografía

Localización

La parte meridional de la bahía está cubierta por una plataforma helada, la barrera de hielo de Ross, que tiene casi 500.000 km². En el oeste del mar de Ross se encuentra la isla Ross, dominada por los volcanes del monte Erebus y del monte Terror. En el este se encuentra la isla Roosevelt, en la bahía de las Ballenas. 
En la parte occidental del mar de Ross, el estrecho de McMurdo, que separa el continente de la isla de Ross, es un puerto normalmente libre de los hielos durante el verano, lo que lo convierte en un lugar muy importante para las expediciones científicas. La zona más al sur del mar de Ross es la costa de Gould, a unos trescientos kilómetros del Polo Sur Geográfico. Otras islas importantes de este mar son las islas White, Coulman y Black.

## Geología

### La plataforma continental
El mar de Ross (y la plataforma de hielo de Ross) se superpone a una plataforma continental profunda. Aunque la profundidad media de las plataformas continentales del mundo (en la ruptura de plataforma que une el talud continental) es de unos 130 metros, la profundidad media de la plataforma de Ross es de unos 500 metros. Es menos profundo en el oeste del Mar de Ross (longitudes este) que en el este (longitudes oeste). Este estado de excesiva profundidad se debe a los ciclos de erosión y deposición de sedimentos procedentes de las capas de hielo en expansión y contracción que sobrepasaron la plataforma durante el Oligoceno y épocas posteriores, y también se encuentra en otros lugares alrededor de la Antártida. La erosión se centró más en las partes interiores de la plataforma mientras que la deposición de sedimentos dominó la plataforma exterior, haciendo que la plataforma interior fuera más profunda que la exterior.

Geología del fondo marino antártico del Mar de Ross mostrando las principales cuencas y lugares de perforación

Los estudios sísmicos de la segunda mitad del siglo XX definieron las principales características de la geología del Mar de Ross. Las rocas más profundas o basamento, están falladas en cuatro grandes sistemas de graben con tendencia norte, que son cuencas de relleno sedimentario. Estas cuencas incluyen la Cuenca Septentrional y la Cuenca de Victoria Land en el oeste, la Fosa Central y la Cuenca Oriental, que tiene aproximadamente la misma anchura que las otras tres. El Alto de Coulman separa la cuenca de Victoria Land y la Fosa Central, y el Alto Central separa la Fosa Central y la Cuenca Oriental. La mayor parte de las fallas y de la formación de las fosas que las acompañan, junto con la extensión de la corteza, se produjeron durante la separación del microcontinente Zealandia de la Antártida en Gondwana durante el Cretácico. Fallas y extensiones del Paleógeno y Neógeno solo se encuentran em la Victoria Land Basin y la Northern Basin.

### Estratigrafía
Los grabens basales están rellenos de sedimentos de rift de carácter y edad inciertos. Una discordancia generalizada ha cortado el basamento y el relleno sedimentario de las grandes cuencas. Por encima de esta importante discordancia (denominada RSU-6) son una serie de unidades sedimentarias marinas glaciares depositadas durante múltiples avances y retrocesos de la Antarctic Ice Sheet a través del fondo marino del Mar de Ross durante el Oligoceno y posteriormente.

### Perforaciones geológicas
Las perforaciones han recuperado núcleos de roca de los bordes occidentales del mar. Los esfuerzos recientes más ambiciosos son el Proyecto Cape Roberts (CRP) y el proyecto ANDRILL. El proyecto de Perforación Marina Profunda (DSDP) Leg 28 completó varios agujeros (270-273) más lejos de tierra en las porciones central y occidental del mar. Estos resultados permitieron definir una estratigrafía para la mayoría de las secuencias glaciares más antiguas, que comprenden sedimentos del Oligoceno y más jóvenes. Se ha propuesto que la gran discordancia RSU-6 en todo el Mar de Ross marca un acontecimiento climático global y la primera aparición de la capa de hielo antártica en el Oligoceno.
Durante 2018, la Expedición 374 del International Ocean Discovery Program (IODP), el último sucesor del DSDP, perforó agujeros adicionales (U1521-1525) en el centro del mar de Ross para determinar la historia de las capas de hielo Neógeno y Cuaternario.

### Basamento
La naturaleza de las rocas del basamento y el relleno dentro de los grabens se conocen en pocos lugares. Se han tomado muestras de rocas del basamento en el sitio de perforación 270 del DSDP Leg 28, donde se recuperaron rocas metamórficas de edad desconocida, En ambos lugares las rocas metamórficas son milonitas deformadas en el Cretácico lo que sugiere un estiramiento extremo de la bahía de Ross durante ese tiempo.
Tierra de Marie Byrd - Las rocas expuestas en el oeste de Tierra de Marie Byrd en la Península de Eduardo VII y dentro de la Cordillera de Ford son candidatas a constituir el basamento del este del Mar de Ross. Las rocas más antiguas son sedimentos Pérmicos de la Formación Swanson, que está ligeramente metamorfoseada. La granodiorita Ford de edad Devónico intruye estos sedimentos. A su vez, el granito cretácico Byrd Coast intruye las rocas más antiguas. La Costa Byrd y las formaciones más antiguas han sido cortadas por diques de basalto. Dispersas por la cordillera Ford y las montañas Fosdick se encuentran rocas volcánicas del Cenozoico tardío, rocas volcánicas tardías que no se encuentran al oeste, en la península de Eduardo VII. Las rocas metamórficas, migmatitas, se encuentran en las montañas Fosdick y montañas Alexandra. Estos fueron metamorfoseados y deformados en el Cretácico.
El sistema del Supergrupo Ross y el Supergrupo Beacon: rocas del Sistema Ross expuestas en la Tierra de Victoria y en las Montañas Transantárticas del lado occidental del Mar de Ross son posibles rocas del basamento bajo la cubierta sedimentaria del fondo marino. Las rocas son de edad Precámbrico superior a Paleozoico inferior, deformadas en muchos lugares durante la Orogenia de Ross en el Cámbrico. Estos miogeosinclinales metasedimentarios están compuestos en parte por carbonato cálcico, incluyendo a menudo caliza. Los grupos del Sistema de Ross incluyen el Grupo de la Bahía de Robertson, el Grupo Priestley, el Grupo Skelton, el Grupo Beardmore, el Grupo Byrd, el Grupo de la Reina Maud y el Grupo Koettlitz.  El Grupo de la Bahía de Robertson es muy similar a otros miembros del Sistema de Ross. Las rocas del Grupo Priestley son similares a las del Grupo Robertson Bay e incluyen pizarras oscuras, argilitas, limolitas, areniscas finas y calizas. Pueden encontrarse cerca de los glaciares Priestley y Campbell. A lo largo de treinta millas del Glaciar Skelton inferior se encuentran los greywackes calcáreos y las argilitas del Grupo Skelton. La región entre el Glaciar Beardmore inferior y el Glaciar Shackelton inferior se asienta el Grupo Beardmore. Al norte del Glaciar Nimrod hay cuatro cordilleras con fallas en bloque que forman el Grupo Byrd. El contenido de la zona del Grupo Queen Maud es principalmente granito post-tectónico.
El supergrupo de piedra arenisca Beacon de edad Devónico-Triásico y las rocas volcánicas Ferarr de edad Jurásico están separadas del Supergrupo Ross por la Llanura Kukri. Las rocas Beacon se han recuperado en los núcleos de perforación del Proyecto Cape Roberts en el borde occidental del Mar de Ross.

## Oceanografía

### Circulación

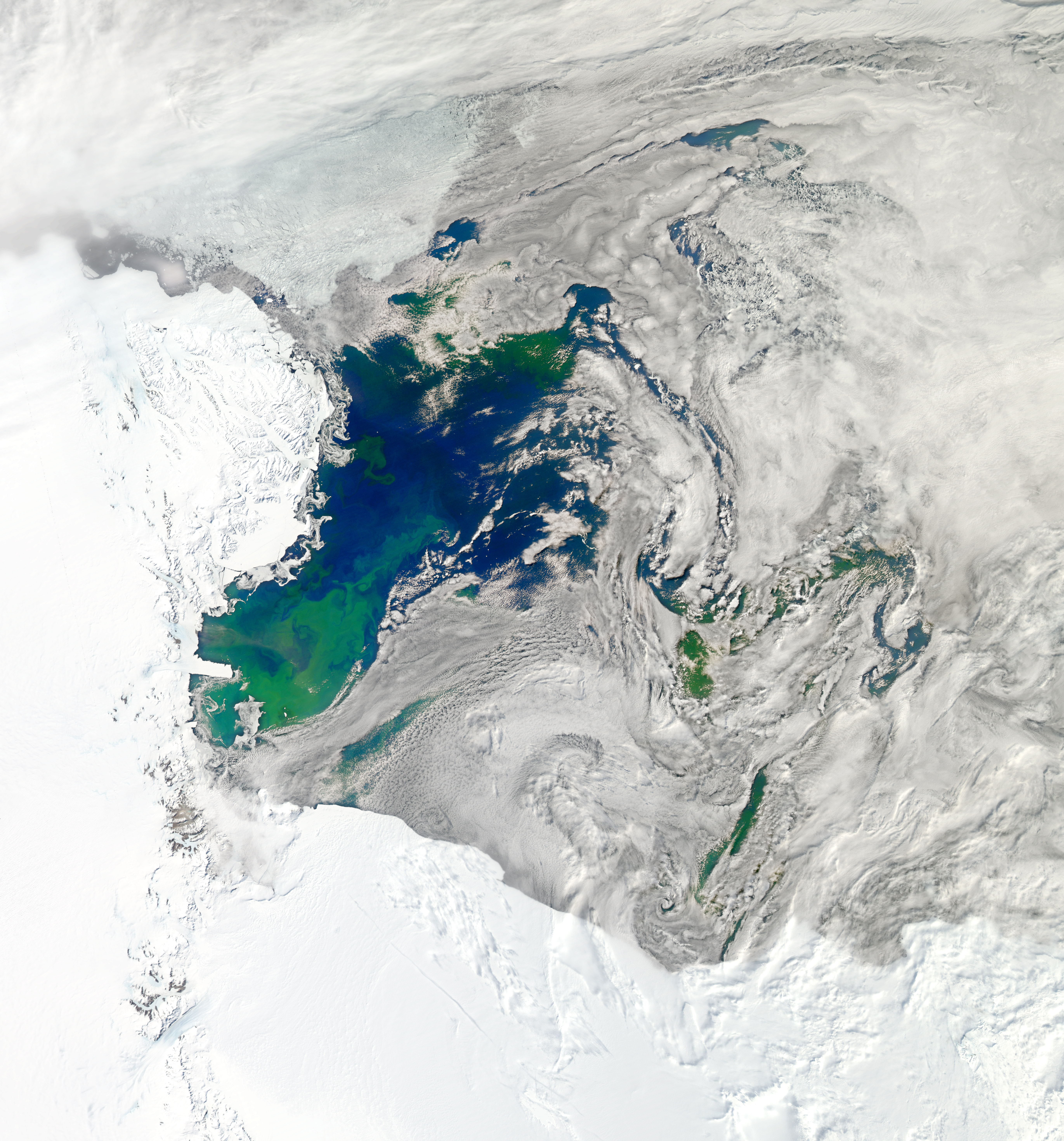
Floración en el Mar de Ross, enero de 2011

La circulación del Mar de Ross, dominada por los procesos de polinia, es en general de movimiento muy lento. El agua profunda circumpolar (CDW, Circumpolar Deep Water) es una masa de agua relativamente cálida, salada y rica en nutrientes que fluye hacia la plataforma continental en determinados lugares del Mar de Ross. Mediante el flujo de calor, esta masa de agua modera la capa de hielo. El agua cercana a la superficie también proporciona un entorno cálido para algunos animales y nutrientes que estimulan la producción primaria. Se sabe que el transporte de CDW hacia la plataforma es persistente y periódico, y se cree que ocurre en lugares específicos influenciados por la topografía del fondo. La circulación del Mar de Ross está dominada por un giro impulsado por el viento. El flujo está fuertemente influenciado por tres crestas submarinas que van de suroeste a noreste. El flujo sobre la plataforma por debajo de la capa superficial consiste en dos giros anticiclónicos conectados por un flujo ciclónico central. El flujo es considerable en primavera e invierno, debido a la influencia de las mareas. El Mar de Ross está cubierto de hielo durante gran parte del año y las concentraciones de hielo y en la región centro-sur se produce poca fusión. Las concentraciones de hielo en el Mar de Ross están influenciadas por los vientos, permaneciendo el hielo en la región occidental durante la primavera austral y fundiéndose generalmente en enero debido al calentamiento local. Esto da lugar a una estratificación extremadamente fuerte y a capas mixtas poco profundas en el oeste del Mar de Ross. La observación y el acceso a los datos en la región están coordinados por el Grupo de Trabajo del Mar de Ross del Sistema de Observación del Océano Austral.

## Política
Casi todas las tierras emergidas a orillas del mar de Ross están bajo reclamación de Nueva Zelanda, según la cual estarían bajo la jurisdicción de la Dependencia Ross. La mayor parte de los países que no pertenecen a la Mancomunidad de Naciones no aceptan esta reivindicación, que se encuentra congelada por el Tratado Antártico.

## Fauna
Un tercio de la población mundial de pingüino de Adelia (Pygoscelis adeliae) vive en este mar, donde la plataforma de Ross se convierte en icebergs. Las corrientes mantienen permanentemente grandes áreas de agua libres de hielo, polinias, que permiten a los pingüinos de Adelia vivir. Las microalgas se multiplican en las polinias gracias al sol y se alimentan de Krill, que a su vez es la principal fuente de alimento de los pingüinos. 
El mar de Ross es, a su vez, una zona de cría del pingüino emperador (Aptenodytes forsteri). Los ejemplares machos se encargan de la incubación, mientras las hembras van por otro lado a la costa, en busca de comida. Meses después, las hembras traen su garganta cargada de peces, que luego regurgitan en la boca de las crías (que poseen en el momento de su nacimiento un plumaje grisáceo).
Las crías crecen junto a sus padres hasta un par de meses. Los consortes los defienden de depredadores que también habitan el mar de Ross, como el petrel gigante, que no duda en atacar a los polluelos mientras están vulnerables.
Un calamar gigante de 10 metros de longitud, (32.8 pies), y un peso de 495 kilogramos, el espécimen más grande del mundo recuperado, fue capturado en el mar de Ross el 22 de febrero de 2007.
Este mar también es conocido entre su fauna con la foca de Ross, especie en peligro de extinción.

## Historia
Roald Amundsen comenzó su expedición al Polo Sur en 1911 desde la bahía de las Ballenas, que se encuentra en la placa de hielo.
En el borrador del proyecto de la 4° edición de Limits of Oceans and Seas de la Organización Hidrográfica Internacional, comunicado mediante la circular CL55 del 7 de noviembre de 2001, se propusieron límites para el mar de Ross. El proyecto final fue comunicado el 9 de agosto de 2002, pero fue retirado para nueva revisión el 19 de septiembre de 2002 sin que a septiembre de 2012 se publicara.

10.10 Ross Sea
 The description originally proposed by Russia provided a northern limit directly from Cape Adare to Cape Colbeck. Subsequently, the UK noted that this excluded a considerable portion of what is normally considered to be the Ross Sea and proposed a north east corner at the intersection of the parallel of Cape Adare and the meridian of Cape Colbeck. Unfortunately, drafts promulgated have been ambiguous, showing the original Russia proposal in the text but the UK subsequent proposal on the graphic. As the UK proposal appears to reflect chart usage, this has now been proposed to the text.
Comentarios del proyecto de la 4° edición de Limits of Oceans and Seas 

## En la cultura popular
En el videojuego "Black Desert Online", existe un mar con el mismo nombre, el cual es habitado por monstruos.

## Área marina protegida de la región del mar de Ross
El 28 de octubre de 2016, en su encuentro anual en Hobart, la capital del estado australiano de Tasmania, la CCAMLR (Comisión para la Conservación de los Recursos Vivos Marinos Antárticos), crea un parque marino en el mar de Ross, con el apoyo de 24 países y la Unión Europea. Protege 1,5 millones de km2 de océano y fue en su día la mayor área protegida del mundo, detrás actualmente de Mare Moana y la Reserva natural nacional de las Tierras Australes Francesas. Sin embargo, se dispuso que se extinguiría al cabo de 35 años, lo que significa que no cumple con la definición de área marina protegida de la Unión Internacional para la Conservación de la Naturaleza, que requiere que sea permanente.